# Marius Gullerud

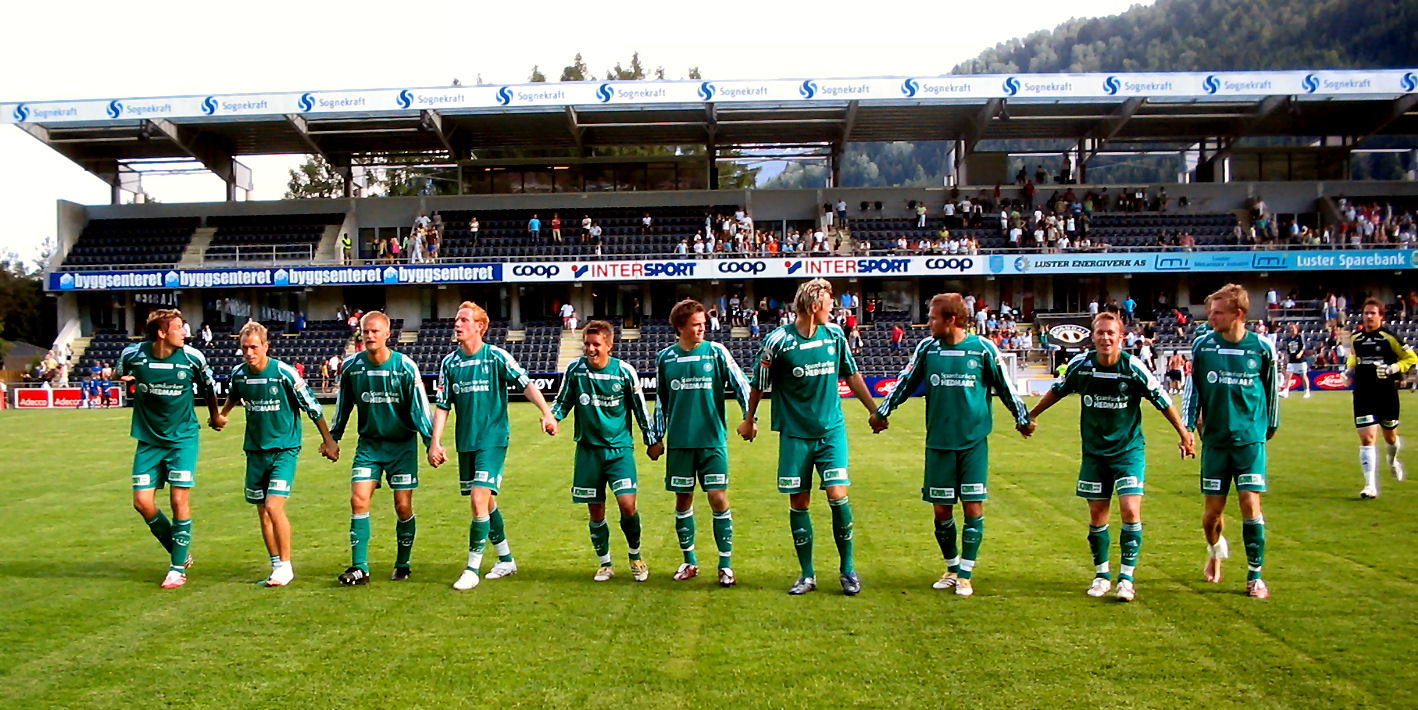
Foto di gruppo coi compagni del HamKam

Marius Asak Gullerud (Skjetten, 20 febbraio 1977) è un calciatore norvegese, centrocampista del Flisbyen.

## Carriera

### Club

#### Kongsvinger
Gullerud cominciò la carriera con la maglia del Kongsvinger. Debuttò nell'Eliteserien il 13 aprile 1997, nel successo per 2-1 sul Lyn Oslo. Il 23 luglio dello stesso anno, segnò la prima rete nel pareggio per 3-3 sul campo dello Haugesund. In cinque stagioni nel Kongsvinger, totalizzò 130 apparizioni in squadra, con 28 reti all'attivo (divise tra campionato, Norgesmesterskapet e Coppa Intertoto).

#### HamKam
Il centrocampista lasciò poi il vecchio club per trasferirsi allo HamKam. Esordì nel club, militante in 1. divisjon, il 14 aprile 2002: fu titolare nel pareggio per 2-2 contro lo Ørn-Horten. Il 12 maggio segnò la prima rete in squadra, contribuendo al successo per 2-0 sullo Åsane. Nel campionato 2003, la formazione conquistò la promozione nell'Eliteserien. Dopo tre stagioni consecutive nella massima divisione, però, la squadra retrocesse. Conquistò immediatamente la promozione, prima di retrocedere per due stagioni consecutive, ritrovandosi nel 2010 nella 2. divisjon.
Il 12 agosto 2010, Gullerud annunciò il suo ritiro dal calcio professionistico.

#### Flisbyen
Dal 2011, cominciò così a giocare nel Flisbyen.

### Nazionale
Gullerud giocò 12 partite per la Norvegia under 21. Debuttò il 5 febbraio 1998, nella sconfitta per 2-0 contro il Portogallo under 21. Il 13 ottobre dello stesso anno segnò l'unica rete, nella vittoria per 4-1 sull'Albania under 21.

## Statistiche

### Presenze e reti nei club
| Stagione           | Club               | Campionato         | Campionato | Campionato | Coppe nazionali | Coppe nazionali | Coppe nazionali | Coppe continentali | Coppe continentali | Coppe continentali | Supercoppe | Supercoppe | Supercoppe | Totale | Totale |
| Stagione           | Club               | Comp               | Pres       | Reti       | Comp            | Pres            | Reti            | Comp               | Pres               | Reti               | Comp       | Pres       | Reti       | Pres   | Reti   |
| ------------------ | ------------------ | ------------------ | ---------- | ---------- | --------------- | --------------- | --------------- | ------------------ | ------------------ | ------------------ | ---------- | ---------- | ---------- | ------ | ------ |
| 1997               | Kongsvinger        | ES                 | 22         | 3          | CN              | 3               | 1               | CI                 | 4                  | 0                  | -          | -          | -          | 29     | 4      |
| 1998               | Kongsvinger        | ES                 | 24         | 4          | CN              | 2               | 0               | CI                 | 4                  | 0                  | -          | -          | -          | 30     | 4      |
| 1999               | Kongsvinger        | ES                 | 22         | 4          | CN              | 3               | 0               | -                  | -                  | -                  | -          | -          | -          | 25     | 4      |
| 2000               | Kongsvinger        | 1D                 | 21         | 5          | CN              | 1               | 1               | -                  | -                  | -                  | -          | -          | -          | 22     | 6      |
| 2001               | Kongsvinger        | 1D                 | 23         | 10         | CN              | 1               | 0               | -                  | -                  | -                  | -          | -          | -          | 24     | 10     |
| Totale Kongsvinger | Totale Kongsvinger | Totale Kongsvinger | 112        | 26         |                 | 10              | 2               |                    | 8                  | 0                  |            | -          | -          | 130    | 28     |
| 2002               | HamKam             | 1D                 | 29         | 8          | CN              | 0               | 0               | -                  | -                  | -                  | -          | -          | -          | 29     | 8      |
| 2003               | HamKam             | 1D                 | 27         | 3          | CN              | 2               | 1               | -                  | -                  | -                  | -          | -          | -          | 29     | 4      |
| 2004               | HamKam             | ES                 | 24         | 1          | CN              | 3               | 0               | -                  | -                  | -                  | -          | -          | -          | 27     | 1      |
| 2005               | HamKam             | ES                 | 14         | 0          | CN              | 4               | 2               | -                  | -                  | -                  | -          | -          | -          | 18     | 2      |
| 2006               | HamKam             | ES                 | 21         | 3          | CN              | 2               | 0               | -                  | -                  | -                  | -          | -          | -          | 23     | 3      |
| 2007               | HamKam             | 1D                 | 28         | 2          | CN              | 0               | 0               | -                  | -                  | -                  | -          | -          | -          | 28     | 2      |
| 2008               | HamKam             | ES                 | 11         | 0          | CN              | 1               | 0               | -                  | -                  | -                  | -          | -          | -          | 12     | 0      |
| 2009               | HamKam             | 1D                 | 12         | 4          | CN              | 1               | 0               | -                  | -                  | -                  | -          | -          | -          | 13     | 4      |
| 2010               | HamKam             | 2D                 | ?          | ?          | CN              | ?               | ?               | -                  | -                  | -                  | -          | -          | -          | ?      | ?      |
| Totale HamKam      | Totale HamKam      | Totale HamKam      | ?          | ?          |                 | ?               | ?               |                    | -                  | -                  |            | -          | -          | ?      | ?      |
| 2011               | Flisbyen           | 3D                 | ?          | ?          | CN              | ?               | ?               | -                  | ?                  | ?                  | -          | -          | -          | ?      | ?      |
| 2012               | Flisbyen           | 4D                 | ?          | ?          | CN              | ?               | ?               | -                  | -                  | -                  | -          | -          | -          | ?      | ?      |
| 2013               | Flisbyen           | 4D                 | ?          | ?          | CN              | ?               | ?               | -                  | -                  | -                  | -          | -          | -          | ?      | ?      |
| Totale Flisbyen    | Totale Flisbyen    | Totale Flisbyen    | ?          | ?          |                 | ?               | ?               |                    | -                  | -                  |            | -          | -          | ?      | ?      |
| Totale             | Totale             | Totale             | ?          | ?          |                 | ?               | ?               |                    | 8                  | 0                  |            | -          | -          | ?      | ?      |